# Елії
Елій (лат. Aelius) — номен, що належав римському плебейському роду Еліїв. Преноменами та когноменами цього роду були Кат (Catus), Галл (Gallus), Грацилій (Gracilis), Ламія (Lamia), Лігур (Ligur), Пет (Paetus), Стайєн (Staienus), Стілон (Stilo) та Туберон (Tubero). На давньоримських монетах цей рід іноді пишеться як Ailia, але, скоріш за все, то була окрема родина.
Першим членом цього роду, який отримав консульство, став Публій Елій Пет у 337 році до н. е. За часів Імперії рід Еліїв став ще впливовішим. Номен Еліїв носив імператор Адріан, усиновлений Траяном з династії Антонінів. Надалі цей номен іноді зустрічався серед імен представників Антонінів.

## Відомі представники
- Публій Елій Пет (лат. Publius Aelius Paetus) — консул, 337 року до н. е.
- Гай Елій Пет (лат. Gaius Aelius Paetus) — консул 286 року до н. е.
- Публій Елій Пет (лат. Publius Aelius Paetus) — консул 201 року до н. е.
- Секст Елій Пет Кат (лат. Sextus Aelius Paetus Catus) — консул 198 року до н. е.
- Публій Елій Ліг (лат. Publius Aelius Ligus) — консул 172 року до н. е.
- Квінт Елій Пет (лат. Quintus Aelius Paetus) — консул 167 року до н. е.
- Квінт Елій Туберон (лат. Quintus Aelius Tubero) — народний трибун, 130 року до н. е.
- Луцій Елій Туберон (лат. Lucius Aelius Tubero) — військовик та історик, 1-е століття до н. е.
- Квінт Елій Туберон (лат. Quintus Aelius Tubero) — юрист, 1-е століття до н. е.
- Елій Галл (лат. Aelius Gallus) — намісник в Єгипті, у 25 році до н. е. здійснив похід на Arabia Felix (сучасний Ємен), що закінчився катастрофічно.
- Квінт Елій Туберон (лат. Quintus Aelius Tubero) — консул 11 року до н. е.
- Луцій Елій Ламія (лат. Lucius Aelius Lamia) — консул 3 року.
- Секст Елій Кат (лат. Sextus Aelius Catus) — консул 4 року.
- Елій Кат (лат. Aelius Catus) — військовий командувач, можливо, одна особа із Секстом Елієм Катом.
- Луцій Елій Сеян (лат. Lucius Aelius Sejanus) — префект преторія за Тиберія
- Луцій Елій Ламія (лат. Lucius Aelius Lamia) — консул у 80 році, колишній чоловік Доміції Лонгіни, дружини Доміціана
- Публій Елій Траян Адріан (лат. Publius Aelius Traianus Hadrianus) — імператор
- Луцій Елій Цезар (лат. Lucius Aelius Caesar) — консул 137 року, нащадок Адріана
- Луцій Вер (лат. Lucius Verus) — соправитель разом з Марком Аврелієм, до сходження на трон мав ім'я Lucius Aelius Aurelius
- Луцій Елій Аврелій Коммод (лат. Lucius Aelius Aurelius Commodus) — імператор.
- Елій Арістид (лат. Aelius Aristides) — ритор.
- Елій Геродіан (лат. Aelius Herodianus) — граматик часів Марка Аврелія.
- Елій Діонісій (лат. Aelius Dionysius) — вчений.
- Елій Донат (лат. Aelius Donatus) — граматик.
- Публій Елій Гутта Кальпурніан (лат. Publius Aelius Gutta Calpurnianus) — відомий авріга-колісничий.
- Елій Марціан (лат. Aelius Marcianus) — правник, жив у ІІІ столітті.
- Елій Промот (лат. Aelius Promotus) — лікар з Александрії.
- Елій Спартіан (лат. Aelius Spartianus) — історик, один із авторів життєписів Августів.
- Елій Лампридій (лат. Aelius Lampridius) — історик, один з авторів життєписів Августів.
- Елій Теон (лат. Aelius Theon) — софіст з Александрії.
- Луцій Елій Стілон Преконін (лат. Lucius Aelius Stilo Praeconinus) — філолог.
- Гай Елій Галл (лат. Gaius Aelius Gallus) — правник або граматик.

### Жінки з роду Еліїв
- Елія Петина (лат. Aelia Paetina) — донька Секста Елія Ката і друга дружина імператора Клавдія.
- Елія Флацілла (лат. Aelia Flacilla) — перша дружина імператора Феодосія I.
- Елія Галла Плацидія (лат. Aelia Galla Placidia) — донька Феодосія I.
- Елія Пульхерія (лат. Aelia Pulcheria) — сестра Феодосія II.

## Інші згадки
- Міст Еліїв (лат. Pons Aelius) — міст у Римі, побудований Адріаном (сучасна назва — Міст Святого Ангела; італ. Ponte Sant’Angelo)
- Елія Августа (лат. Aelia Augusta) — римська назва сучасного міста Аугсбург.
- Елія Капітоліна (лат. Aelia Capitolina) — місто, засноване Адріаном на руїнах Єрусалиму.